# Feel my soul
〈feel my soul〉(필 마이 소울)은 일본 가수 YUI의 메이저 데뷔 싱글이다. 2005년 2월 23일에 소니 레코드에서 발매되었다.

## 곡 목록
1. Feel My Soul
후지 TV 드라마 《기분이 안 좋은 진》 주제가.
2. Free Bird
3. Why Me
4. Feel My Soul -Instrumental-

## 차트 기록
오리콘 싱글 차트
| 차트                  | 최고 순위 |
| --------------------- | --------- |
| 오리콘 주간 싱글 차트 | 8위       |
| 오리콘 연간 싱글 차트 | 95위      |